# Quartier de l'Amphithéâtre
Le quartier de l'Amphithéâtre est une zone d’aménagement concerté de la ville de Metz, comprise dans le quartier administratif du Sablon. Comme son nom l’indique, subsiste sur ce territoire un site archéologique souterrain d’un ancien amphithéâtre gallo-romain.
Il accueille le centre Pompidou-Metz ayant ouvert ses portes au public le 12 mai 2010.

## Géographie
Le quartier de l’Amphithéâtre s’étend sur 38 ha au nord-est du Sablon, le long du palais omnisports Les Arènes et des Jardins Jean-Marie-Pelt. Il est bordé au nord par le talus de la voie ferrée de fret qui rejoint les voies à l'est de la gare de Metz.
Le quartier comprend aujourd'hui, le centre Pompidou-Metz, le parvis de ce dernier, une passerelle reliant le parvis à la gare, l’avenue François-Mitterrand bordant le centre Pompidou-Metz et son parvis, et reliant l'avenue Louis le Débonnaire et la rue aux Arènes, en rencontrant l'avenue André Malraux ; et la première partie officielle de la rue des Messageries, dont la partie sud existe depuis plusieurs années, et qui aujourd'hui accueille la ligne de bus 5 et celle du minibus Arteo.

## Histoire

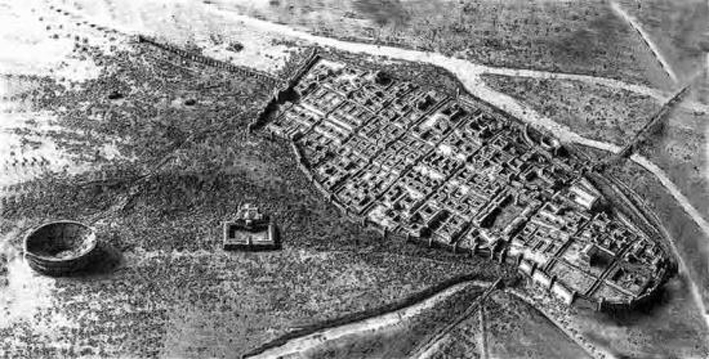
Maquette de la ville de Divodurum, ancêtre gallo-romain de Metz, l'amphithéâtre est à gauche.

Du IIe au VIe siècle, l’histoire du quartier est liée à celle de l’amphithéâtre de Metz.
Aux époques médiévale et moderne, l'ensemble de la ZAC actuelle correspond au lieu-dit de "la Folie" du Sablon. Jusqu'au début du XXe siècle de grandes fouilles ont été organisées sur le site de l'Amphithéâtre, par l'empereur Guillaume II, en 1903, il vient en personne sur la commune du Sablon assister aux recherches, pour observer la découverte d'un ancien amphithéâtre, dont les plans faits par plusieurs architectes de l'époque, sont encore disponibles. Or, il fit s'arrêter les fouilles pour des raisons financières quelques années plus tard.
Depuis 2006, des fouilles archéologiques préventives sur le chantier de construction du centre Pompidou-Metz, réalisées par l’Inrap, ont mis en valeur un quartier gallo-romain développé autour de l’amphithéâtre. Une rue secondaire bordée de trottoirs sur près de 75 m a été mise au jour et témoigne d’une vie artisanale développée. Des traces de bâtiments et d’activité ont été dégagées par les archéologues : restes de pièces chauffées par le sol (hypocauste), décoration (stuc, marbres), objets de la vie quotidienne (assiettes complètes, tessons de verre, peignes en os…).
Louis de Cormontaigne fait édifier à cet endroit en 1737 selon les plans de Vauban la « redoute de la Seille », un fort bastionné en avant des fortifications sud.

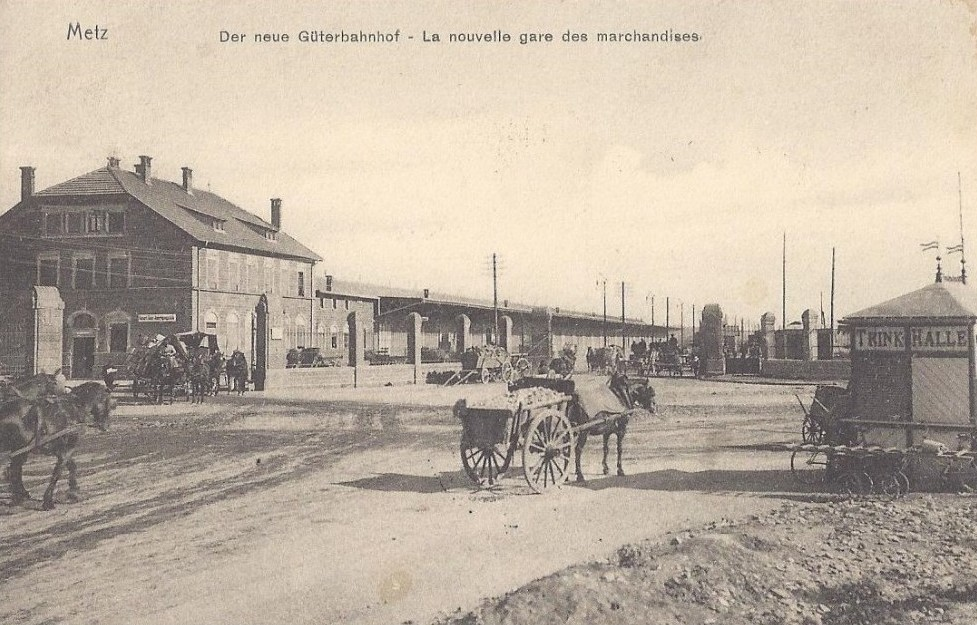
La gare de Metz-Marchandises.

Au début du XXe siècle, les Allemands font des fouilles sur le site de l’Amphithéâtre lors de la construction de la nouvelle gare de Metz et du passage de l’Amphithéâtre (pont ferroviaire et tunnel autoroutier), deux constructions emblématiques du quartier impérial de l’époque. La découverte de l'amphithéâtre sera accompagnée de la redécouverte de la « redoute du Pâté » de Cormontaigne, détruite auparavant. De plus l'ancien lieu-dit de la Folie accueillera l'ancienne gare aux marchandises de Metz, désaffectée à la fin des années 1990 et démolie dans les années 2000, mais dont subsisite encore les anciennes clôtures à son extrémité sud au niveau de la rue des Messageries, et au nord sur un espace réduit entre la ligne ferroviaire et les jardins du Centre Pompidou.
Au cours du XXe siècle le cours sinueux de la Seille est modifié dans le but de limiter ses crues et à terme d'aménager ces nouvelles berges. Le parc de la Seille est inauguré en 2002 dans ce secteur secteur, le long de la rivière, juste en dessous du nouveau palais omnisports.
En 1996, l’immense terrain vague derrière la gare, est choisi pour accueillir un projet d'urbanisation. Prenant le relais de la ville de Metz, la communauté d'agglomération de Metz-Métropole devient maître d'ouvrage en 2005 du plus vieil et du plus ambitieux projet d’urbanisme de la ville. L’aménagement du nouveau quartier est confié à la Société d’aménagement et de restauration de Metz-Métropole (SAREMM).

Centre Pompidou-Metz, vue de nuit en janvier 2010.

Le premier projet est la construction du centre Pompidou-Metz, un musée d'art contemporain, dont la première pierre est posée en 2006. Avant cette date, le site a accueilli de nombreuses années la foire de Mai — la fête foraine annuelle de Metz. Le centre Pompidou-Metz est inauguré le 11 mai 2010.
Le reste du chantier intègre un haut niveau d’exigence architecturale et environnementale qui s'inscrit dans la philosophie mise en pratique depuis plus de trente ans dans la cité pionnière de l’urbanisme écologique. Le site qui offre 38 hectares de réserve foncière, dont 10 occupés par la partie nord du parc de la Seille, est un futur pôle d’activités économiques et culturelles ; il a déjà séduit d’importants investisseurs internationaux.
L’urbanisation du quartier se prolongera, selon les prévisions, jusqu’en 2017. Les projets entamés ou en attente en 2012 sont :
- le prolongement de la rue des Messageries, reliant la rue Lothaire à l’avenue de l’Amphithéâtre, et traversant le parvis du centre Pompidou-Metz où cette partie est réservée aux transports en commun ;
- la Halle Michelin[6], ou Halle de l'Amphithéâtre, construite contre le parvis ; celle-ci comprend 1 700 m2 de commerces, 3 000 m2 de bureaux (livraison mai 2013).
- Plusieurs bâtiments basse consommation de différents architecte reconnus, pour un total de 1700 logements.
- Un hôtel 3 étoiles (voire plus) à côté du centre des congrès : Campanile ;
- Muse, un centre commercial de 42 500 m2, plus 6 800 m2 de bureaux rattachés au centre commercial (livraison automne 2017) ;
- plusieurs places publiques, le long de la rue des Messageries ;
- une crèche, sur un îlot compris entre les avenues François-Mitterrand et de l’Amphithéâtre et les rues Hisette et Dembour (livraison fin 2013) ;
- un centre des congrès, aux abords de la gare et non loin de l’actuelle passerelle (livraison 2018) ;
- une tour de bureau à côté du palais des congrès ;
- une passerelle reliant le parc de la Seille et du complexe Omnisports « les Arènes » au quartier de Queuleu par-dessus la Seille (livraison fin janvier 2012).
- une seconde passerelle reliant le parvis à la gare, nécessitant donc la réouverture d’un nouveau tunnel arrière à la gare.